# Rue Fond Saint-Servais
La rue Fond Saint-Servais est une rue du quartier de Pierreuse, longeant l'arrière de la gare de Liège-Saint-Lambert (anciennement Liège-Palais) à Liège.

## Toponymie
La rue tient son nom d'une association :
- de l'église Saint-Servais, datant du XIIIe siècle, qui a remplacé l'oratoire fondé en 933 par l'évêque Richaire,
- de la rue En Fond, disparue en 1873 lors de la création de la ligne ferroviaire Liège-Hasselt, qui reliait directement la collégiale Saint-Pierre à l'église paroissiale Saint-Servais.

## Lieux d'intérêt
- Église Saint-Servais,
- cinq bâtiments entièrement ou partiellement classés au patrimoine de la Région wallonne se situent aux nos 12 (hôtel Deslins ou des Flandres), 16 (ancienne maison Libotte), 18, 20 et 22.

## Voiries adjacentes
Au départ de la rue Pierreuse vers la place du Pont d'Arcole :
- rue Volière
- rue des Anglais